# 達夫拉特·波波諾夫
达夫拉特·博博诺夫（1997年6月7日—），乌兹别克斯坦男子柔道运动员。他曾代表乌兹别克斯坦参加2020年夏季奥林匹克运动会柔道比赛，获得男子90公斤级铜牌。